# Tony Hatch
Anthony Peter "Tony" Hatch (30 juni 1939) is een Britse componist, songwriter, pianist, arrangeur en muziekproducent.

## Biografie
Toen hij tien jaar oud was, werd hij toegelaten tot de London Choir School in Bexley in het graafschap Kent. Een vervolgstudie aan de Royal Academy of Music brak hij in 1955 af om bij de muziekuitgeverij van Robert Mellin in Londen te gaan werken.
Al snel schreef hij zelf liedjes en kreeg hij enige naam in de platenindustrie. In 1959 begon hij aan een eigen platencarrière met een cover van Russ Conways hit voor piano Side Saddle. Een jaar later werd zijn compositie Look for a Star in de film Circus of Horrors gebruikt. De opname hiervan werd een grote hit in Groot-Brittannië en de USA.
Hatch schreef songs voor diverse artiesten, waaronder Petula Clark. Bekend zijn Valentino, My Love en Downtown. Met dat laatste lied werd Clark een internationale ster. Hatch was in de jaren zestig en zeventig ook veel in Nederland te horen. Er is onder meer muziek van hem gebruikt voor jingles bij de populaire radiostations zoals Radio Veronica. Ook componeerde hij voor televisieseries als Neighbours en Crossroads.

## Filmografie

### Films
- 1962: Stork Talk
- 1963: Just for Fun
- 1972: Travels with My Aunt
- 1978: Sweeney 2

### Televisiefilms
- 1968: Mr and Mrs Music

### Televisieseries
- 1966: Crossroads (1966 - 1973)
- 1969: The Doctors (theme tune, 1969 - 1971)
- 1972: Emmerdale Farm (title music, 1972 - 1980)
- 1973: Full House
- 1973: Hadleigh (1973 - 1976)
- 1977: Backs to the Land (theme song, 1977 -1978)
- 1981: Seagull Island (miniserie)
- 1982: Airline
- 1983: Waterloo Station
- 1985: Neighbours (theme music, 1986 - 2008)